# Иллинойз

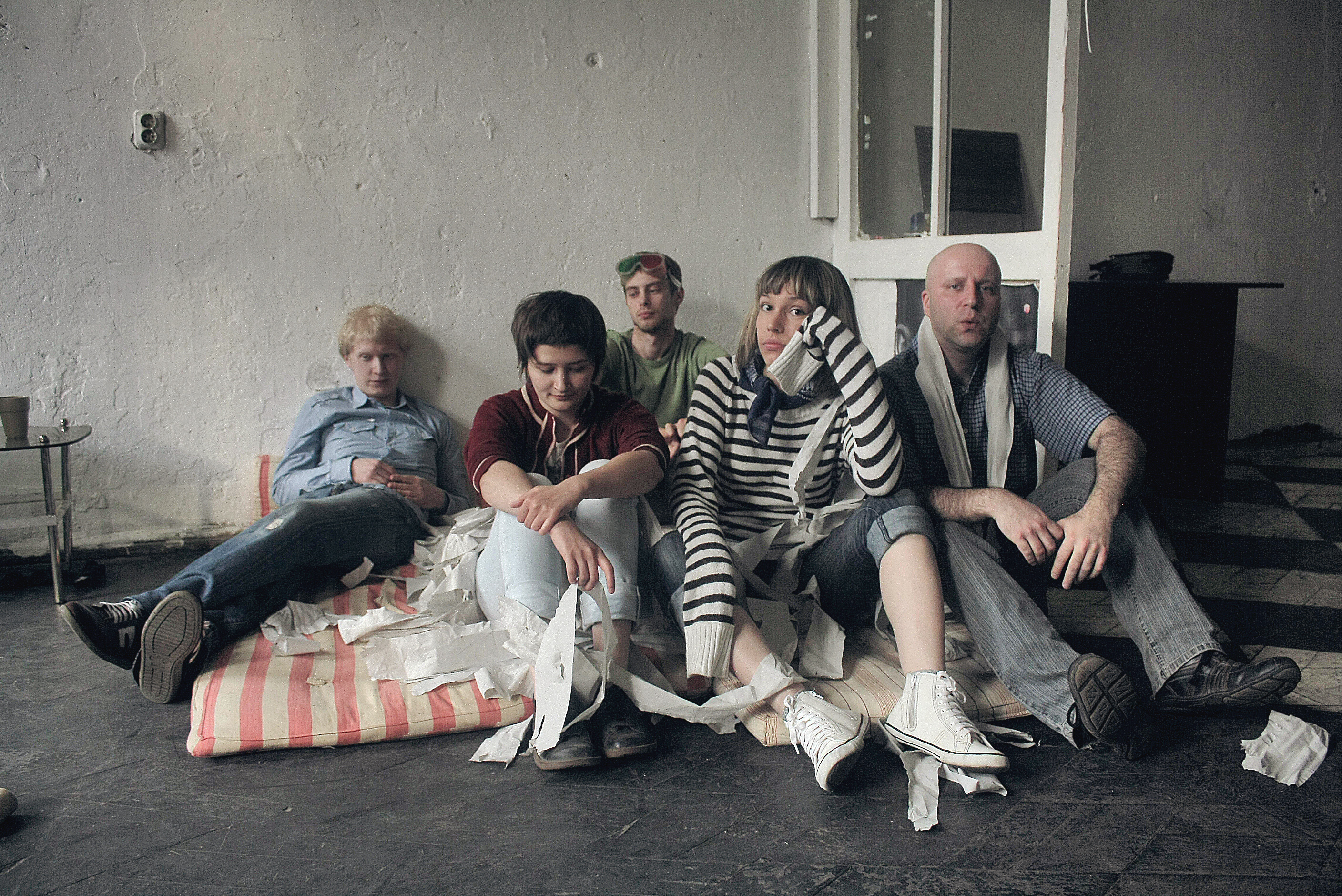
Группа «иллинойз», Нижний Новгород

«иллинойз» (бывший вариант написания названия — ill!noiz) — российская рок-группа с женским вокалом, ориентированная на создание интеллектуальной экспериментальной музыки. Сам коллектив определяет себя как психоделический квинтет с лиричными до абсурда песнями, который влюбляет и злит, появляется и пропадает. В качестве характеристики стиля собственной музыки участники группы предлагают определение абсурдистский панк. Для творчества группы типичен отказ от банальной песенной куплетно-припевной формы в пользу свободных, уникальных конструкций, где вокальные части чередуются с длинными инструментальными проигрышами. Также происходит отказ от ярко выраженной мелодики вокальной партии в пользу эмоционально напряжённой драматической декламации. Тексты песен, автором которых является солистка группы Александра Филиппова, построены на тонкой игре со смыслами, рождающимися в потоке лингвистических ассоциаций, заигрывающих с бессознательным и передающих сложные, причудливые состояния человеческой души.

## История
Группа была создана в 2007 году в Нижнем Новгороде вокруг творческого союза Александры Филипповой (вокал, автор текстов) и Кирилла Арцышевского (гитара). Через год репетиций «иллинойз» дали свой первый концерт, а в 2009 году группа, уже ставшая популярной в родном городе, приняла участие в московском рок-фестивале «Индюшата» — старейшей рок-акции в России, организуемой Александром Кушниром.
В 2009 году «иллинойз» выпускает сингл «Катя и рыбы», который бесплатно раздавался посетителям во время концерта в нижегородском клубе Jamboree. В этом же году творчество коллектива привлекает внимание музыкального обозревателя журнала «Афиша» Александра Горбачёва, посетившего их выступление в нижегородском ГЦСИ.
В 2010 году выходит в свет дебютный альбом группы, с экстравагантным названием «Society of people who haven’t had sex since 1968», выпущенный лейблом «Союз» (отделение «Среда», под патронажем Александра Горбачёва). Музыканты сразу зарекомендовали себя как коллектив, обладающий собственным неповторимым стилем, нетривиальной энергетикой, и играющий интеллектуальную, сложносочинённую музыку. Презентация альбома прошла в Москве, Санкт-Петербурге и Нижнем Новгороде. Песня «Мои друзья Umerley» удостаивается положительного отзыва певицы Земфиры на страницах журнала «Афиша».
В 2011 году группа продолжает гастролировать (в том числе в рамках фестивалей «Пустые холмы» и «Avant-фест»), а с 1 сентября вводит в употребление кириллическое название — «иллинойз» (с принципиальным написанием со строчной буквы).
В 2013 году выходит второй альбом группы «Для никого» (лейбл «Геометрия»). Развивая и совершенствуя собственные творческие идеи, коллектив закрепляет за собой право считаться независимой альтернативной группой, создающей и записывающей сложную музыку на европейском уровне качества. Оригинальность и неповторимость материала, ощущение невероятной творческой свободы, продуманность форм и аранжировок, граничащая с безумием острота текстов и их подачи — всё это позволяет говорить об «иллинойз», как о новом явлении на российской сцене. Положительные рецензии на пластинку появляются в ряде ведущих российских СМИ, в числе которых «Афиша», «Русский Репортёр» и другие. В частности, «Афиша» включила пластинку в список 25 лучших русских альбомов года 2013 года.

## Дискография
- 2009: Катя и рыбы, EP
- 2010: Society of people who haven’t had sex since 1968
- 2013: Для никого

## Состав группы
- Александра Филиппова (вокал, автор текстов)
- Кирилл Арцышевский (гитара)
- Ксения Балашова (саксофон, клавиши)
- Александр Веселов (бас-гитара)
- Михаил Зельманов (ударные, перкуссия)